# Glypta pectinata
Glypta pectinata là một loài tò vò trong họ Ichneumonidae.